# 한약학
한약학은 한약을 연구하는 약학이다.

## 같이 보기
- 한약사
- 한의학
- 본초학